# Tytus Babczyński

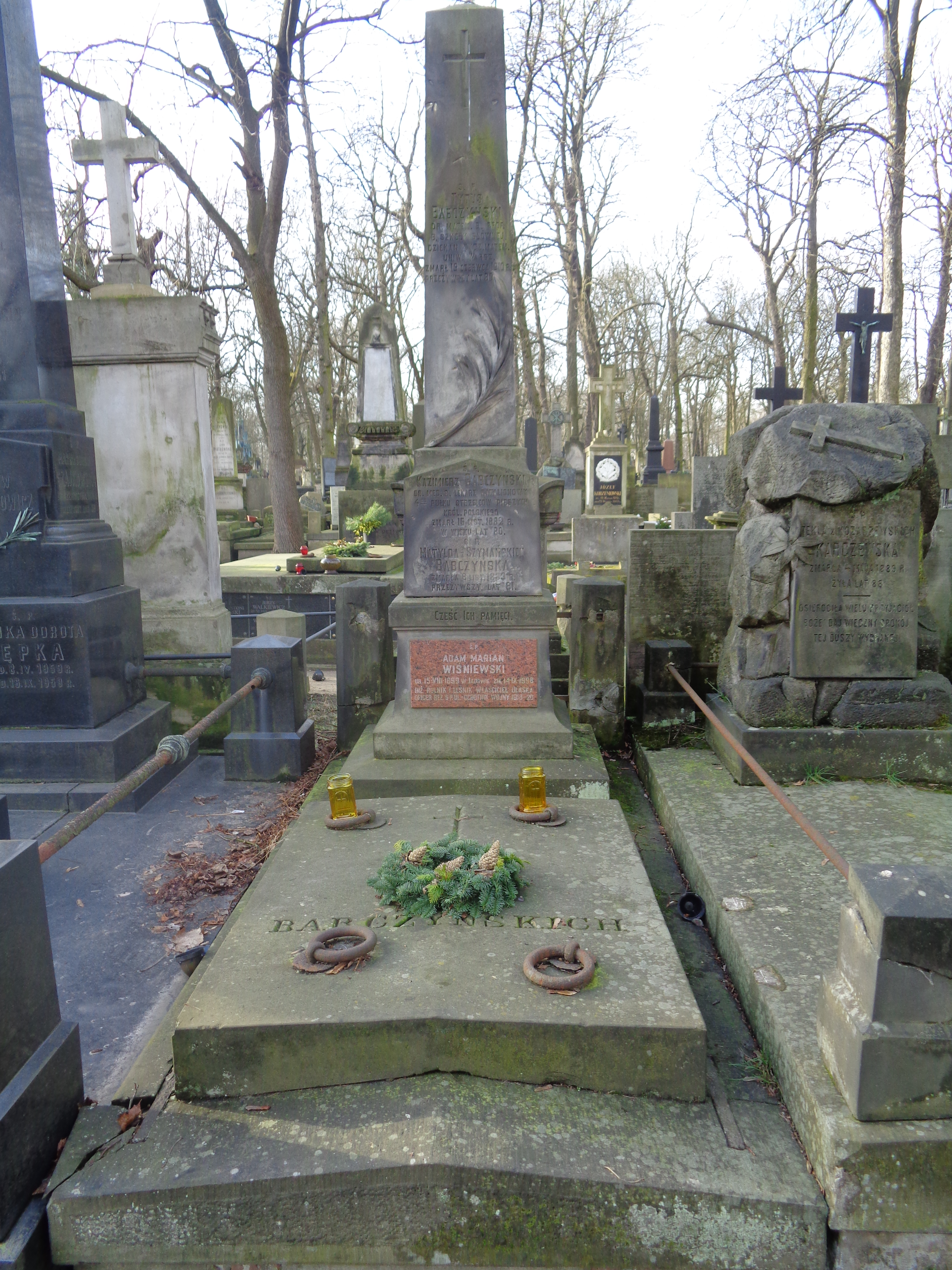
Grób Tytusa Babczyńskiego na cmentarzu powązkowskim

Tytus Babczyński (ur. 4 stycznia 1830 w Warszawie, zm. 19 czerwca 1910 w Ulasku) – polski matematyk i fizyk.

## Życiorys
Syn Kazimierza Babczyńskiego lekarza w 4 Pułku Strzelców Pieszych uczestnika powstania listopadowego. Ukończył Szkołę Sztuk Pięknych w Warszawie z tytułem architekta. W 1850 roku otrzymał stypendium rządowe na studia fizyki i matematyki na Uniwersytecie w Petersburgu. W 1857 roku otrzymuje tytuł magistra fizyki. W roku 1872 został doktorem Uniwersytetu Petersburskiego.
W latach (1857–1862) był profesorem wyższej matematyki i mechaniki w Szkole Sztuk Pięknych w Warszawie, potem w latach (1862–1868) Szkoły Głównej, a w końcu Cesarskiego Uniwersytetu Warszawskiego (1862–1887). Napisał pracę "O zjawiskach indukcji", która została nagrodzona złotym medalem na Uniwersytecie Petersburskim, a także "Wykłady algebry wyższej i Rachunku różniczkowego i całkowego", "Wstęp do dynamiki wyższej", "Sposób mnożenia funkcji symetrycznych i algebraicznych wymiernych". Zmarł w majątku Ulasek. Pochowany na cmentarzu Powązkowskim w Warszawie (kwatera 24-3-16).